# Giniïta
La giniïta és un mineral de la classe dels fosfats. Va rebre el nom l'any 1980 per Paul Keller en honor de la seva esposa Adelheid Gini Keller (1940-).

## Característiques
La giniïta és un fosfat de fórmula química Fe²⁺Fe³⁺₄(PO₄)₄(OH)₂(H₂O)₂. Va ser aprovada com a espècie vàlida per l'Associació Mineralògica Internacional l'any 1977. Cristal·litza en el sistema monoclínic, i es troba en forma de cristalls petits negres i brillants en forma de falca. La seva duresa a l'escala de Mohs es troba entre 3 i 4.
Segons la classificació de Nickel-Strunz, la giniïta pertany a «08.DB: Fosfats, etc. només amb cations de mida mitjana, (OH, etc.):RO4 < 1:1» juntament amb els següents minerals: diadoquita, pitticita, destinezita, vashegyita, schoonerita, sinkankasita, mitryaevaïta, sanjuanita, sarmientita, bukovskyita, zýkaïta, sasaïta, mcauslanita, goldquarryita, birchita i braithwaiteïta.

## Formació i jaciments
Va ser descoberta a la pegmatita Sandamap, a la granja Sandamap North 115, a la localitat d'Usakos, al districte de Karibib (Erongo, Namíbia). També ha estat descrita a la mina Morassina, a Schmiedefeld (Turíngia, Alemanya). Es tracta dels dos únics indrets on ha estat descrita aquesta espècie en tot el planeta.